# Glenoleon drysdalensis
Glenoleon drysdalensis är en insektsart som beskrevs av Tim R. New 1985. Glenoleon drysdalensis ingår i släktet Glenoleon och familjen myrlejonsländor. Inga underarter finns listade i Catalogue of Life.